# Böttstein
Böttstein é uma comuna da Suíça, situada no distrito de Zurzach, no cantão de Argóvia. Tem 7,43 km² de área e sua população em 2018 foi estimada em 3.952 habitantes.